# Xã Mankato, Quận Blue Earth, Minnesota
Xã Mankato (tiếng Anh: Mankato Township) là một xã thuộc quận Blue Earth, tiểu bang Minnesota, Hoa Kỳ. Năm 2010, dân số của xã này là 1.969 người.